# Bulletin de la Société Botanique de France
Bulletin de la Société Botanique de France (abreviado Bull. Soc. Bot. France) fue una revista ilustrada con descripciones botánicas que fue editada en Francia por la Société Botanique de France. Se publicaron 125 números en los años 1854-1978.